# Marie Koenen
Maria Hubertina Jacoba Isabella ("Marie" of "Mies") Koenen ('s-Hertogenbosch, 19 januari 1879 - Maastricht, 11 juli 1959) was een Nederlands romanschrijfster.

## Biografische schets
Marie Koenen was de dochter van de taalkundige en lexicograaf Mathijs Jacobus Koenen (1847-1920; bekend van de Koenen-Endepols-woordenboeken). Geboren in Den Bosch, verhuisde Marie op 1-jarige leeftijd met het gezin Koenen naar Maastricht, waar haar vader een aanstelling aan de Rijkskweekschool kreeg. Aan diezelfde school werd Marie opgeleid tot onderwijzeres.
Marie Koenen assisteerde haar vader bij de herdrukken van diens bekende Handwoordenboek der Nederlandsche taal en stond mede aan de wieg van het tijdschrift De Beiaard (1915-25). Koenen publiceerde verhalen in tijdschriften als de Katholieke Illustratie en Van Onzen Tijd. Met haar romans De Moeder, De Wilde Jager, De Korrel in de Voor en Wassend Graan bereikte zij een groot publiek.
In 1919 huwde Marie Koenen op 40-jarige leeftijd de eveneens populaire Nederlands-Limburgse auteur Felix Rutten. Het echtpaar woonde te Geulle, maar in 1929 scheidde het paar.
In mei 1949 ontving ze een eredoctoraat van de Katholieke Universiteit Nijmegen.

## Werk
Koenen geldt als vertegenwoordigster van de neoromantiek in de rooms-katholieke literatuur. Haar latere werk is meer realistisch. Het Zuid-Limburgse leven en landschap spelen vaak een grote rol in haar werk. Met haar streekverhalen en novellen bereikte Koenen een grote populariteit, met name in katholiek-Nederland. Door haar gedateerd aandoende prozastijl en het tegenwoordig nog maar weinig herkenbare wereldbeeld, is haar populariteit na haar dood sterk afgenomen.
Marie Koenen is tevens de auteur van een feestcantate ter gelegenheid van de inhuldiging van koningin Wilhelmina in Maastricht (1898), en de bekende katholieke hymne O reinste der schepselen (1912).